# Rickmer Rickmers (nave)

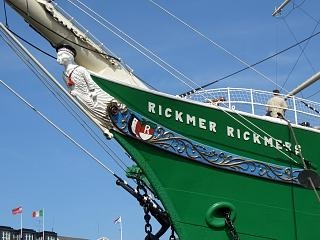
La prua e la polena del "Rickmer Rickmers"

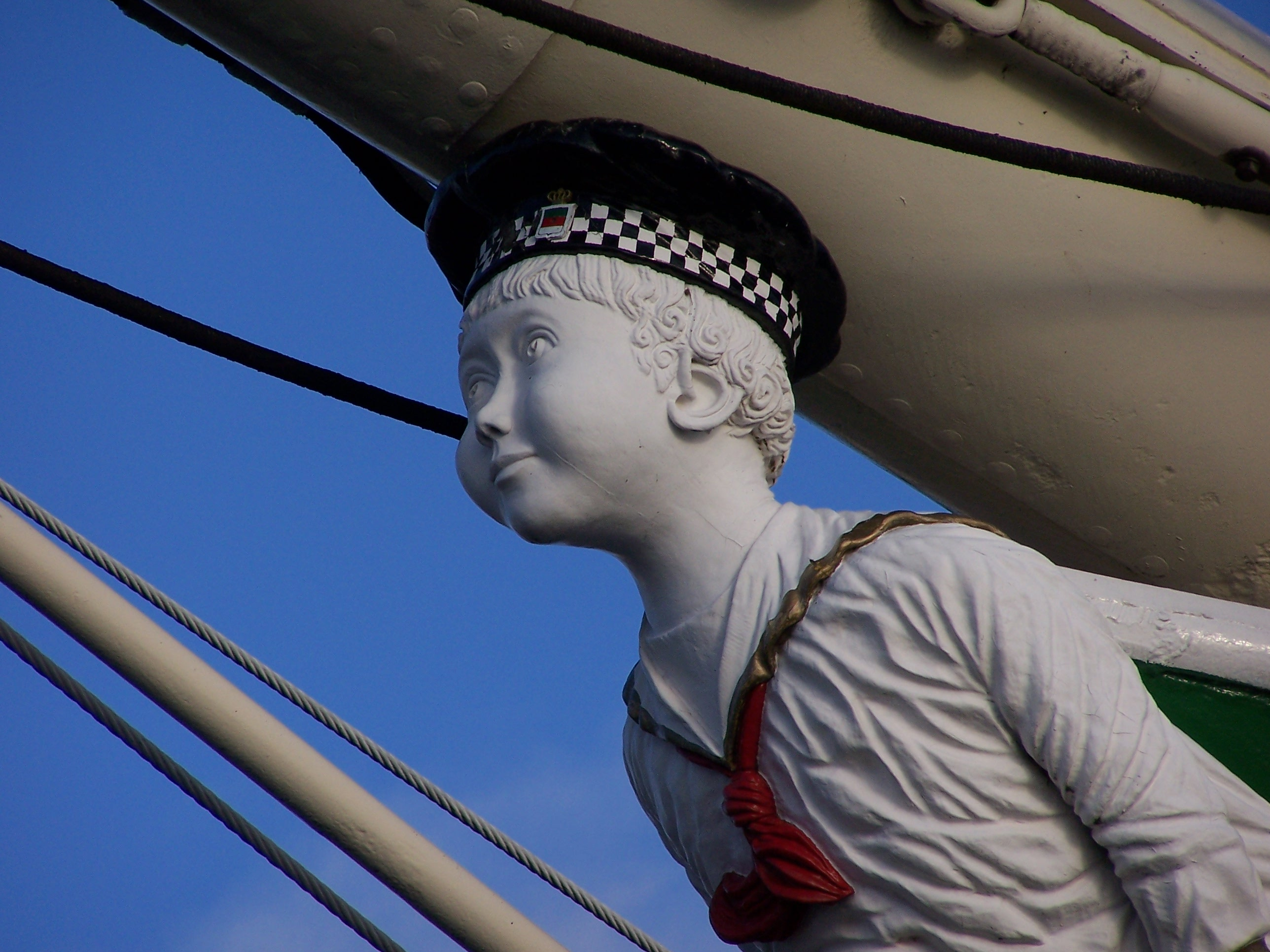
La polena del "Rickmer Rickmers"

Il Rickmer Rickmers è un veliero a tre alberi, costruito nel 1896 nei cantieri di Bremerhaven  dalla ditta dell'armatore Rickmer Clasen Rickmers e dismesso nel 1962.

Dal 1987, la nave è stabilmente ancorata presso i St. Pauli-Landungsbrücken, il molo nel quartiere St. Pauli di Amburgo (distretto di Hamburg-Mitte), ed è adibita a museo.
Batté sia bandiera tedesca che bandiera portoghese  e fu utilizzata dalla marina britannica nel corso della prima guerra mondiale.

Oltre che "Rickmer Rickmers" (1896-1912 e di nuovo dal 1983), si chiamò anche "Max" (1912-1916), "Flores" (1916-1924),"Sagres" (1924-1962) e "Santo André" (1962-1983).

## Caratteristiche
La nave è costruita in acciaio ed ha un tronco lungo 97 m e largo 12,20 m.

## Storia
Il Rickmer Rickmers fu costruito - come detto -  nel 1896 nei cantieri di Bremerhaven dalla ditta dell'armatore Rickmer Clasen Rickmers.  dalla ditta dell'armatore Rickmer Clasen Rickmers.  Aveva all'epoca una superficie velica di 3.500 m².
Il veliero effettuò il suo viaggio inaugurale nell'agosto dello stesso anno sotto la guida del Capitano Hermann-Hinrich Ahlers partendo da Bremerhaven in direzione di Hong Kong. Oltre al capitano, l'equipaggio comprendeva due timonieri, 11 marinai col brevetto, tre apprendisti marinai, due cuochi, due carpentieri, due velai, due fuochisti e quattro mozzi.

Il "Rickmer Rickmers" fece ritorno a Bremerhaven con un carico di riso e bambù.,
Il Rickmer Rickmers fu in seguito impiegato in molti altri lunghi viaggi: ebbero un buon svolgimento, altri non furono altrettanto fortunati, come quello che nel 1904 terminò con un attracco di emergenza a Città del Capo a causa di un tifone che aveva distrutto uno degli alberi.

Dopo quello sfortunato viaggio, la nave venne convertita in brigantino.
Nel 1912, il veliero venne ceduto ad una società armatrice di Amburgo, la "Carl Christian Krabbenhöft", e ribattezzata "Max".. La nave fu così impiegata nella rotta tra Amburgo e il Cile..
Il 23 febbraio 1916, durante uno scalo alle Azzorre, la nave fu confiscata dai Portoghesi e ribattezzata "Flores".

Nonostante l'appartenenza al Portogallo, che non era coinvolto nella prima guerra mondiale, il veliero, ribattezzato Flores, fu utilizzato dalla marina del Regno Unito per il trasporto di materiale bellico.

Al termine della guerra, la nave fu restituita ai Portoghesi, dai quali fu adibita a nave-scuola.
Nel 1958, la nave solcò per l'ultima volta i mari, partecipando con il nome di Sagres ad una regata, vinta davanti ad un equipaggio norvegese guidato da Christian Radich.

Fu quindi utilizzato come nave-scuola fino al 1962, quando la nave, ribattezzata "Santo André", fu dismessa dalla Marina del Portogallo.
Nel 1983, la nave fu ceduta alla "Windjammer für Hamburg",  un'associazione di Amburgo nata nel 1974 con lo scopo di recuperare alcuni velieri da adibire a museo.

Il 7 maggio, in occasione del compleanno del Porto di Amburgo, avvenne la presentazione del veliero, ribattezzato Rickmer Rickmers.
In seguito, furono effettuate varie riparazioni, che terminarono nel 1987 e che permisero alla nave di essere visitabile.

## Il museo
L'attuale nave-museo è ancorata al ponte nr. 1  dei St. Pauli-Landungsbrücken, nei pressi di un'altra nave-museo, il mercantile Cap San Diego.
Ai visitatori del museo, vengono illustrate le fatiche della navigazione.

## Il "Rickmer Rickmers" nel cinema e nelle fiction
- A bordo del Rickmer Rickmers è stata girata nel 2010 la scena finale del primo episodio della quinta stagione della serie televisiva Hamburg Distretto 21 (Notruf Hafenkante), episodio intitolato "Lo sposo ritrovato" (Der verlorene Bräutigam) e che ha avuto come guest-star l'attore Wayne Carpendale (Il nostro amico Charly, Il medico di campagna)[6][7][8]